# Polič (priimek)
Polič je priimek več znanih Slovencev:
- Andraž Polič (*1972), pesnik, glasbenik, skladatelj in igralec
- Branka Polič, baletna plesalka
- Branko Polič (1911—1983), športni pedagog, šolnik, publicist
- Laren Polič Zdravič (*1986), elektronski glasbenik, skladatelj
- Miloš Polič (1914—1996), gradbenik
- Marko Polič (*1946), psiholog, univ. profesor
- Mirko Polič (1890—1951), skladatelj in dirigent
- Radko Polič starejši (1919—1988), prvoborec NOB, novinar, pisatelj, politični delavec
- Radko Polič - Rac (1942—2022), igralec
- Svetozar Polič (1916—2011), pravnik, vrhovni sodnik, publicist
- Svetozar Polič - Cvero/Cvera (1944—2021), kemik, raziskovalec (okoljevarstvenik)
- Štefanija (Štefka) Polič (prv. Stefanija Polić r. Lepuša) (1893—1978), igralka in pevka
- Vasilij Polič (Vasko Polič) (1940—2023), pravnik, sodnik; pisatelj, glasbenik
- Zoran Polič (1912—1997), pravnik, Sokol, partizan, politik